# 피에트로 파롤린
피에트로 파롤린(이탈리아어: Pietro Parolin, 1955년 1월 17일 - )은 이탈리아의 로마 가톨릭교회 추기경이다. 2014년 2월 22일 교황 프란치스코에 의해 추기경에 서임된 그는 2013년 10월 15일 교황청 국무원장으로 임명되어 재직 중이다.

## 어린 시절
피에트로 파롤린은 이탈리아 비첸차현 스키아보네 태생으로 철물점 주인인 아버지와 초등학교 교사인 어머니 사이에서 태어났다. 형제로는 남동생과 여동생이 각 한 명 있다. 파롤린이 10세가 되던 해에 부친이 교통사고로 사망했다. 1980년 4월 27일 사제 서품을 받은 그는 교황청립 그레고리오 대학교에 입학하여 교회법 박사학위를 취득했으며, 같은 해 교황청립 교회 아카데미에서 외교학 박사학위를 취득했다. 1986년 31세가 된 그는 로마 교황청의 외교관으로 등용되어 20년 동안 근무하였다.
나이지리아 주재 교황 대사관에 있을 당시 그는 기독교와 이슬람 간의 관계 문제에 정통하였다. 멕시코 주재 교황 대사관에 있는 동안에도 멕시코 내에서 가톨릭교회의 법적 지위 인정을 위해 노력한 지롤라모 프리지오네 대주교의 광범위한 활동의 최종 단계에 이바지하였으며, 1992년 가톨릭교회가 멕시코 내에서 법적 인정을 받음과 동시에 성좌와 멕시코 간에 정식 외교 관계가 수립하게 되었다. 이를 위해 멕시코 헌법에 있는 세속적이고 반성직자주의적 조항들을 제거하는 어려운 협상이 진행되었다.
로마에 있는 동안에 그는 스페인, 안도라, 이탈리아, 산마리노의 지역 담당관으로 근무하였다. 그는 이탈리아어, 영어, 프랑스어, 스페인어 등 5개국어를 구사할 수 있다.

## 교황청 외무차관
피에트로 파롤린은 교황청이 핵 확산 금지 조약(NPT)을 체결되고 실행될 수 있도록 다방면으로 활동하는데 중요한 위치에 있었다. 2006년 9월 18일 오스트리아 빈에서 열린 국제 원자력 기구 정상 회담 연설에서 피에트로 파롤린은 “핵무기를 군축하고 평화적인 목적으로 핵 에너지를 이용하는데 있어 중요하다”고 언급했다. 또한 그는 “현재 이 조약은 핵무기가 없는 세상을 만든다는 목표를 겨냥한 유일한 다자간 법적 수단이므로, 결코 퇴색해서는 안 된다. 인류는 이러한 중요한 문제에 있어서 국적을 초월하여 모두가 최대한 협력해야 한다.”고 말했다.
2005년 피에트로 파롤린은 이탈리아 공화국 공로 훈장 특등급을 수훈받았다.
이란의 핵 문제에 대한 국제 협상의 최근 진전 상황과 관련해서 그는 “이 문제는 외교적으로 분명히 해결할 수 있다. 객관적으로 상호 간 신뢰를 지연시키는 모든 요소를 마땅히 다양한 수단을 동원해서 제거해야 하며, 지금의 어려움은 외교 경로를 통해서 극복할 수 있으며 극복해야 한다”고 재확인했다. 2007년 9월 UN 개막식에 참석한 그는 “우리는 UN의 복도에서 종종 보호책임에 대해 듣곤 한다.”고 말했다. 이어서 그는 “성좌에서는 기후 변화 역시 이 같은 맥락으로 접근해야 한다고 보고 있다. 국가는 여러 가지 친환경 정책을 펼침으로써 세계 기후를 보호하기 위한 공동 책임을 공유해야 한다. 다시 말하면, 국가는 다른 무엇보다도 우리의 지구를 보호하고, 현 세대와 미래 세대가 건강하고 안전한 환경에서 살아갈 수 있도록 해야 한다.”고 말했다.
피에트로 파롤린은 미국 부시 행정부에 주재로 소집된 중동회의 뿐만 아니라 공산주의 국가들인 북한과 베트남을 순방하는 등 민감하고 신중함을 요구하는 여러 사안에 있어서 교황청을 대표하여 파견되었다.
교황청 국무성성 외무차관으로서 그는 교황청과 베트탐 사이의 전면적인 외교 관계 수립을 위한 모든 민감한 사안과 교황청과 이스라엘 간에 아직 해결되지 않은 법적 문제들을 다루었다. 교황 베네딕토 16세는 재임 초반기에 피에트로 파롤린에게 중국과의 직접적인 재접촉을 시도할 것을 지시했다. 이러한 맥락에서 베네딕토 16세는 2007년 6월 중국 가톨릭 신자들에게 보내는 서한을 작성하였다.

## 교황 대사
2009년 8월 17일 피에트로 파롤린은 교황 베네딕토 16세에 의해 아퀴펜디움의 대주교로 서임됨과 동시에 베네수엘라 주재 교황 대사로 임명되었다. 그리고 2009년 9월 베네딕토 16세와 더불어 타르치시오 베르토네 추기경, 윌리엄 레바다 추기경의 공동 집전 아래 그와 비슷한 시기에 교황 대사로 임명받은 가브리엘레 조르다노 카시아와 프란코 코폴라와 함께 주교품을 받았다. 피에트로 파롤린이 파견될 베네수엘라는 사회주의 혁명을 추진하려는 우고 차베스가 정권을 잡고 있었기 때문에 정부와의 충돌이 예상되었다.

## 국무원장
2013년 8월 31일 교황 프란치스코는 타르치시오 베르토네 추기경을 대체할 새로운 국무원장으로 피에트로 파롤린 대주교를 임명하였다. 피에트로 파롤린은 그 해 10월 15일부터 국무원장으로 정식 출근하였다.
임명 당시 53세였던 피에트로 파롤린은 1929년 58세의 나이에 국무원장에 임명된 에우제니오 파첼리 추기경(훗날의 교황 비오 12세) 이후 최연소의 나이에 국무원장에 임명되었다. 그는 “프란치스코 교황의 추진력에 국무원이 자극을 받았으며, 외교적 측면에 있어서 가속력을 붙여주었다”고 말했다. 그는 평화를 위한 새로운 외교적 공세를 선두 지휘할 것이냐는 질문을 받았을 때, 참 어려운 질문이라면서 그렇게 되기를 희망한다고 밝혔다. “우리(가톨릭교회)는 이웃 기독교파들과 다른 종교들도 존중함으로써 큰 이점을 얻었다. 우리는 외교적 수완을 통하여 국제 기구 등을 통한 대화로 세계적 문제들을 해결할 수 있다.”고 그는 말했다.
2013년 12월 16일 피에트로 파롤린은 주교성 위원으로 5년 더 활동하기로 근무 기간이 연장되었으며, 다음해 2월 19일 그는 동방교회성 위원으로 임명되었다.
2014년 2월 22일 피에트로 파롤린은 바티칸 성 베드로 대성전에서 교황 프란치스코에 의해 산티 시모네 에 귀다 타데오 아 토레 안젤라 성당의 사제급 추기경에 서임되었다. 2014년 7월 교황 프란치스코는 그를 추기경 자문단의 아홉 번째 위원으로 임명하였다. 같은 해에는 멕시코 정부에서 외국 외교관에게 주는 최고 훈장인 아즈텍 독수리 훈장을 받았다. 1989년에서 1992년 멕시코 주재 교황 대사관에서 근무할 당시 교황청과 멕시코의 외교 관계를 회복하기 위해 노력한 공로를 인정받았기 때문이었다.